# Tornei di tennis femminili nel 1927
Prima della nascita del WTA Tour, ossia l'apertura alle tenniste professioniste dei tornei che prima di quell'anno erano riservati alle tenniste dilettanti, tutti gli eventi più importanti erano amatoriali, tra questi c'erano i tornei del Grande Slam: gli Australian Championships, gli Internazionali di Francia, il Torneo di Wimbledon e gli U.S. National Championships.

## Calendario

### Gennaio
| Settimana  | Torneo                                                                            | Vincitore                                                 | Finalista                          | Semifinalisti | Eliminati ai quarti |
| ---------- | --------------------------------------------------------------------------------- | --------------------------------------------------------- | ---------------------------------- | ------------- | ------------------- |
| gennaio    | Beausite First Meeting 1927 Cannes, Francia Terra rossa Singolare - Doppio        | Phyllis Satterthwaite 6-2 6-0                             | Mme Taunay                         |               |                     |
| gennaio    | Beausite First Meeting 1927 Cannes, Francia Terra rossa Singolare - Doppio        | Phyllis Satterthwaite Madge Slaney 6-0 6-3                | Mrs Coleman E. Petchell            |               |                     |
| gennaio    | Beausite First Meeting 1927 Cannes, Francia Terra rossa Singolare - Doppio        | Doppio misto: E. Petchell Charles Aeschlimann 7-5 5-7 8-6 | Mrs Coleman G.S. Fletcher          |               |                     |
| 10 gennaio | Metropole Club Championships 1927 Cannes, Francia Terra rossa Singolare - Doppio  | Julie Vlasto walkover                                     | Phyllis Satterthwaite              |               |                     |
| 10 gennaio | Metropole Club Championships 1927 Cannes, Francia Terra rossa Singolare - Doppio  | Eileen Bennett Phyllis Satterthwaite 4-6 6-1 6-3          | Mrs Coleman E. Petchell            |               |                     |
| 10 gennaio | Metropole Club Championships 1927 Cannes, Francia Terra rossa Singolare - Doppio  | Doppio misto: Julie Vlasto Henri Cochet 6-2 6-1           | Phyllis Satterthwaite Toto Brugnon |               |                     |
| 24 gennaio | New Courts Club Championships 1927 Cannes, Francia Terra rossa Singolare - Doppio | Elizabeth Ryan 6-3 10-8                                   | Phyllis Satterthwaite              |               |                     |
| 24 gennaio | New Courts Club Championships 1927 Cannes, Francia Terra rossa Singolare - Doppio | Elizabeth Ryan Phyllis Satterthwaite 6-0 6-1              | Mrs Coleman E. Petchell            |               |                     |
| 24 gennaio | New Courts Club Championships 1927 Cannes, Francia Terra rossa Singolare - Doppio | Doppio misto: Phyllis Satterthwaite Erik Worm 6-3 6-1     | Phyllis Satterthwaite Henri Cochet |               |                     |
| 27 gennaio | Australian Championships 1927 Melbourne, Australia Erba Singolare - Doppio        | Esna Boyd 5-7, 6-1, 6-2                                   | Sylvia Lance                       |               |                     |
| 27 gennaio | Australian Championships 1927 Melbourne, Australia Erba Singolare - Doppio        | Louise Bickerton Meryl O'Hara Wood 6-3, 6-3               | Esna Boyd Sylvia Lance             |               |                     |
| 31 gennaio | Gallia Club Championships 1927 Cannes, Francia Terra rossa Singolare - Doppio     | Elizabeth Ryan 4-6 6-4 6-3                                | Eileen Bennett                     |               |                     |
| 31 gennaio | Gallia Club Championships 1927 Cannes, Francia Terra rossa Singolare - Doppio     | Elizabeth Ryan Phyllis Satterthwaite walkover             | Mrs Coleman E. Petchell            |               |                     |
| 31 gennaio | Gallia Club Championships 1927 Cannes, Francia Terra rossa Singolare - Doppio     | Doppio misto: Eileen Bennett Henri Cochet 4-6 6-4 9-7     | Elizabeth Ryan Erik Worm           |               |                     |

### Febbraio
| Settimana   | Torneo                                                                                           | Vincitore                                                   | Finalista                               | Semifinalisti | Eliminati ai quarti |
| ----------- | ------------------------------------------------------------------------------------------------ | ----------------------------------------------------------- | --------------------------------------- | ------------- | ------------------- |
| 6 febbraio  | Casino Heights Invitational 1927 Brooklyn, USA Parquet indoor Singolare - Doppio                 | Edna Hauselt Roeser 6-2 5-7 6-3                             | Edith Sigourney                         |               |                     |
| 6 febbraio  | Casino Heights Invitational 1927 Brooklyn, USA Parquet indoor Singolare - Doppio                 |                                                             |                                         |               |                     |
| 7 febbraio  | Nice First Meeting 1927 Terra rossa Nizza, Francia Singolare - Doppio                            | Eileen Bennett 6-3 6-2                                      | Betty Nuthall                           |               |                     |
| 7 febbraio  | Nice First Meeting 1927 Terra rossa Nizza, Francia Singolare - Doppio                            | Eileen Bennett Phyllis Satterthwaite 6-1 6-3                | Sylvia Lumley-Ellis Marjarie MacFarlane |               |                     |
| 7 febbraio  | Nice First Meeting 1927 Terra rossa Nizza, Francia Singolare - Doppio                            | Doppio misto: Mlle Marjollet Henri Cochet 6-1 6-1           | E. Petchell Charles Aeschlimann         |               |                     |
| 12 febbraio | French Covered Court Championships 1927 Parigi, Francia Parquet indoor Singolare - Doppio        | Marguerite Broquedis 6-2 6-3                                | Germaine Golding                        |               |                     |
| 12 febbraio | French Covered Court Championships 1927 Parigi, Francia Parquet indoor Singolare - Doppio        | Marie Conquet Suzanne Deve 6-3 6-0                          | Marguerite Bordes F. Holzschuch         |               |                     |
| 14 febbraio | Torneo di Beaulieu 1927 (Bristol Hotel) Beaulieu-sur-Mer, Francia Terra rossa Singolare - Doppio | Elizabeth Ryan 6-4 6-4                                      | Phyllis Satterthwaite                   |               |                     |
| 14 febbraio | Torneo di Beaulieu 1927 (Bristol Hotel) Beaulieu-sur-Mer, Francia Terra rossa Singolare - Doppio | Dorothea Lambert Chambers Elizabeth Ryan 6-2 6-2            | Eileen Bennett Phyllis Satterthwaite    |               |                     |
| 14 febbraio | Torneo di Beaulieu 1927 (Bristol Hotel) Beaulieu-sur-Mer, Francia Terra rossa Singolare - Doppio | Doppio misto: Betty Nuthall Henri Cochet 7-5 6-0            | Phyllis Satterthwaite Jan Koželuh       |               |                     |
| 21 febbraio | Monte Carlo Cup 1927 Monte Carlo, Monte Carlo Terra rossa Singolare - Doppio                     | Elizabeth Ryan 6-3 6-4                                      | Phyllis Satterthwaite                   |               |                     |
| 21 febbraio | Monte Carlo Cup 1927 Monte Carlo, Monte Carlo Terra rossa Singolare - Doppio                     | Dorothea Lambert Chambers Elizabeth Ryan 6-0 6-4            | Lilí de Álvarez Phyllis Satterthwaite   |               |                     |
| 21 febbraio | Monte Carlo Cup 1927 Monte Carlo, Monte Carlo Terra rossa Singolare - Doppio                     | Doppio misto: Torneo non disputato                          |                                         |               |                     |
| 26 febbraio | Bermuda International Championships 1927 Hamilton, Bermuda Erba Singolare - Doppio               | Martha Bayard 6-2 2-6 6-1                                   | Penelope Anderson                       |               |                     |
| 26 febbraio | Bermuda International Championships 1927 Hamilton, Bermuda Erba Singolare - Doppio               | Gladys Hutchings B. Robertson 8-6 6-2                       | Penelope Anderson Martha Bayard         |               |                     |
| 26 febbraio | Bermuda International Championships 1927 Hamilton, Bermuda Erba Singolare - Doppio               | Doppio misto: Penelope Anderson George Lott 13-11 6-4       | B. Robinson H.R. Gregg                  |               |                     |
| 28 febbraio | Riviera Championships 1927 Mentone, Francia Terra rossa Singolare - Doppio                       | Elizabeth Ryan 6-4 7-5                                      | Dorothy Shaw                            |               |                     |
| 28 febbraio | Riviera Championships 1927 Mentone, Francia Terra rossa Singolare - Doppio                       | Elsie Goldsack Dorothy Shaw 4-6 6-3 6-2                     | Cristobel Hardie G. Thompson            |               |                     |
| 28 febbraio | Riviera Championships 1927 Mentone, Francia Terra rossa Singolare - Doppio                       | Doppio misto: Lilí de Álvarez Bela von Kehrling 4-6 6-0 6-4 | Elizabeth Ryan Uberto De Morpurgo       |               |                     |

### Marzo
| Settimana | Torneo                                                                                           | Vincitore                                               | Finalista                                    | Semifinalisti | Eliminati ai quarti |
| --------- | ------------------------------------------------------------------------------------------------ | ------------------------------------------------------- | -------------------------------------------- | ------------- | ------------------- |
| marzo     | South African Championships 1927 Johannesburg, Sudafrica Singolare - Doppio                      | McJannett                                               | non conosciuta (bandiera)                    |               |                     |
| marzo     | South African Championships 1927 Johannesburg, Sudafrica Singolare - Doppio                      |                                                         |                                              |               |                     |
| 7 marzo   | South of France Championships 1927 Nizza, Francia Terra rossa Singolare - Doppio                 | Lilí de Álvarez 6-3 6-3                                 | Phyllis Satterthwaite                        |               |                     |
| 7 marzo   | South of France Championships 1927 Nizza, Francia Terra rossa Singolare - Doppio                 | Elsie Goldsack Dorothy Shaw 7-5 6-2                     | Mrs Coleman E. Petchell                      |               |                     |
| 7 marzo   | South of France Championships 1927 Nizza, Francia Terra rossa Singolare - Doppio                 | Doppio misto: Betty Nuthall Charles Aeschlimann 7-5 6-1 | Elsie Goldsack Emmanuel du Plaix             |               |                     |
| 7 marzo   | Florida State Championships 1927 Palm Beach, USA Terra rossa Singolare - Doppio                  | Claire Cassel 6-1 6-4                                   | Mrs Bernard Stenz                            |               |                     |
| 7 marzo   | Florida State Championships 1927 Palm Beach, USA Terra rossa Singolare - Doppio                  |                                                         |                                              |               |                     |
| 11 marzo  | Cote d'Azur Championships 1927 Cannes, Francia Terra rossa Singolare - Doppio                    | Lilí de Álvarez 6-3 6-3                                 | Helene Contostavlos                          |               |                     |
| 11 marzo  | Cote d'Azur Championships 1927 Cannes, Francia Terra rossa Singolare - Doppio                    | Eileen Bennett Elizabeth Ryan 2-6 6-0 6-2               | Helene Contostavlos Lady Domini Crosfield    |               |                     |
| 11 marzo  | Cote d'Azur Championships 1927 Cannes, Francia Terra rossa Singolare - Doppio                    | Doppio misto: Elizabeth Ryan Uberto De Morpurgo 6-2 6-2 | Helene Contostavlos A. Ducreux               |               |                     |
| 19 marzo  | US Indoors 1927 Boston, USA Parquet indoor Singolare - Doppio                                    | Hazel Hotchkiss 6-0 2-6 6-4                             | Margaret Blake                               |               |                     |
| 19 marzo  | US Indoors 1927 Boston, USA Parquet indoor Singolare - Doppio                                    | Marion Jessup Hazel Wightman 8-6 1-6 6-3                | Margaret Blake Edith Sigourney               |               |                     |
| 19 marzo  | US Indoors 1927 Boston, USA Parquet indoor Singolare - Doppio                                    | Doppio misto: Hazel Wightman Glenn Gardner 6-2 5-7 6-2  | Sarah Palfrey Malcolm Hill                   |               |                     |
| 21 marzo  | Cannes Championships 1927 Cannes, Francia Terra rossa Singolare - Doppio                         | Lilí de Álvarez 6-2 6-3                                 | Helene Contostavlos                          |               |                     |
| 21 marzo  | Cannes Championships 1927 Cannes, Francia Terra rossa Singolare - Doppio                         | Eileen Bennett Elizabeth Ryan 1-6 8-6 6-4               | Lilí de Álvarez Helene Contostavlos          |               |                     |
| 21 marzo  | Cannes Championships 1927 Cannes, Francia Terra rossa Singolare - Doppio                         | Doppio misto: Elizabeth Ryan Erik Worm 6-3 6-0          | Helene Contostavlos Lord George Cholmondeley |               |                     |
| 26 marzo  | South Australian Championships 1927 Adelaide, Australia Erba Singolare - Doppio                  | Esna Boyd 6-0 6-1                                       | Kath Le Messurier                            |               |                     |
| 26 marzo  | South Australian Championships 1927 Adelaide, Australia Erba Singolare - Doppio                  | Youtha Anthony Esna Boyd 6-2 2-6 6-3                    | Kath Le Mesurier Dorothy Weston              |               |                     |
| 26 marzo  | South Australian Championships 1927 Adelaide, Australia Erba Singolare - Doppio                  | Doppio misto: Esna Boyd Ian McInnes 6-2 8-6             | Annie Gray Pat O'Hara Wood                   |               |                     |
| 26 marzo  | Queen's Covered Court Championships 1927 Londra, Gran Bretagna Parquet indoor Singolare - Doppio | Dorothy Hill 6-3 8-6                                    | Aurea Edgington                              |               |                     |
| 26 marzo  | Queen's Covered Court Championships 1927 Londra, Gran Bretagna Parquet indoor Singolare - Doppio |                                                         |                                              |               |                     |
| 26 marzo  | Queen's Covered Court Championships 1927 Londra, Gran Bretagna Parquet indoor Singolare - Doppio | Doppio misto: Peggy Bouverie W. Alfred Ingram 6-4 8-6   | D. Haydon Gordon Crole-Rees                  |               |                     |

### Aprile
| Settimana | Torneo                                                                                        | Vincitore                                                 | Finalista                              | Semifinalisti | Eliminati ai quarti |
| --------- | --------------------------------------------------------------------------------------------- | --------------------------------------------------------- | -------------------------------------- | ------------- | ------------------- |
| 11 aprile | Monte Carlo Third Meeting 1927 Monte Carlo, Monte Carlo Terra rossa Singolare - Doppio        | Lilí de Álvarez 6-0 6-2                                   | Phyllis Satterthwaite                  |               |                     |
| 11 aprile | Monte Carlo Third Meeting 1927 Monte Carlo, Monte Carlo Terra rossa Singolare - Doppio        | Elizabeth Ryan Phyllis Satterthwaite 4-6 6-1 6-1          | Lilí de Álvarez Genevieve Cousin       |               |                     |
| 11 aprile | Monte Carlo Third Meeting 1927 Monte Carlo, Monte Carlo Terra rossa Singolare - Doppio        | Doppio misto: Elizabeth Ryan Erik Worm 6-3 6-4            | Sylvia Lafaurie R. Gallepe             |               |                     |
| 16 aprile | Surrey Hard Court Championships 1927 Roehampton, Gran Bretagna Terra rossa Singolare - Doppio | Betty Nuthall 9-7 6-2                                     | Sylvia Lumley-Ellis                    |               |                     |
| 16 aprile | Surrey Hard Court Championships 1927 Roehampton, Gran Bretagna Terra rossa Singolare - Doppio | Mrs Bruce May Edith Clarke 6-4 7-5                        | Peggy Bouverie Elsie Goldsack          |               |                     |
| 16 aprile | Surrey Hard Court Championships 1927 Roehampton, Gran Bretagna Terra rossa Singolare - Doppio | Doppio misto: Edith Clarke J.E. Pogson-Smith 6-4 4-6 6-4  | Madge Valantine Gerald Sherwell        |               |                     |
| 18 aprile | North & South Tournament 1927 Pinehurst, USA Terra rossa Singolare - Doppio                   | Marion Zinderstein 6-3 4-6 6-2                            | Helen Gilleaudeau                      |               |                     |
| 18 aprile | North & South Tournament 1927 Pinehurst, USA Terra rossa Singolare - Doppio                   | Dorothy Briggs Helen Lockhorn 6-3 2-6 7-5                 | Marion Jessup Louise Raymond           |               |                     |
| 18 aprile | North & South Tournament 1927 Pinehurst, USA Terra rossa Singolare - Doppio                   | Doppio misto: Marion Jessup George Lott 6-2 6-2           | Theodora Sohst Bill Tilden             |               |                     |
| 22 aprile | Mason & Dixon Trophy 1927 White Sulphur Springs, USA Singolare - Doppio                       | Marion Zinderstein 6-2 6-3                                | Mrs Bernard Stenz                      |               |                     |
| 22 aprile | Mason & Dixon Trophy 1927 White Sulphur Springs, USA Singolare - Doppio                       | Dorothy Briggs Marion Jessup 5-7 6-1 6-2                  | Mrs De Forest Candee Mrs Stokes-Weaver |               |                     |
| 22 aprile | Mason & Dixon Trophy 1927 White Sulphur Springs, USA Singolare - Doppio                       | Doppio misto: Marion Jessup S. Howard Voshell 3-6 6-3 6-3 | Theodora Sohst George Lott             |               |                     |

### Maggio
| Settimana | Torneo                                                                              | Vincitore                                              | Finalista                                 | Semifinalisti | Eliminati ai quarti |
| --------- | ----------------------------------------------------------------------------------- | ------------------------------------------------------ | ----------------------------------------- | ------------- | ------------------- |
| maggio    | River Plate Championships 1927 Buenos Aires, Argentina Singolare - Doppio           | Analia Obarrio-Aguirre 7-5 6-2                         | Maria Turnbull de Rendtorff               |               |                     |
| maggio    | River Plate Championships 1927 Buenos Aires, Argentina Singolare - Doppio           | Julieta Ezcurra Ines Anderson 6-2 4-6 6-4              | W. Lewis Agnes Turnbull de MacKinnon      |               |                     |
| maggio    | River Plate Championships 1927 Buenos Aires, Argentina Singolare - Doppio           | Doppio misto: Julieta Ezcurra William Robson 6-3 6-3   | Analia Obarrio de Aguirre Enrique Obarrio |               |                     |
| 2 maggio  | New South Wales Championships 1927 Sydney, Australia Singolare - Doppio             | Esna Boyd 3-6, 6-4, 6-2                                | Daphne Akhurst                            |               |                     |
| 2 maggio  | New South Wales Championships 1927 Sydney, Australia Singolare - Doppio             | Daphne Akhurst Marjorie Cox 6-0, 6-2                   | Esna Boyd Gwen Utz                        |               |                     |
| 2 maggio  | New South Wales Championships 1927 Sydney, Australia Singolare - Doppio             | Doppio misto: Marjorie Cox Jack Willard 6-4 8-6        | Daphne Akhurst Bob Schlesinger            |               |                     |
| 1º maggio | German Championships 1927 Berlino, Germania Singolare - Doppio                      | Cilly Aussem 6-3 6-3                                   | Ilse Friedleben                           |               |                     |
| 1º maggio | German Championships 1927 Berlino, Germania Singolare - Doppio                      | Nelly Neppach Ilona Peteri Varady                      |                                           |               |                     |
| 1º maggio | German Championships 1927 Berlino, Germania Singolare - Doppio                      | Doppio misto: J. Kallmeyer Donald Greig 5-7 6-1 6-4    | A. Buss Pat Hughes                        |               |                     |
| 1º maggio | British Hard Court Championships 1927 Bournemouth, Gran Bretagna Singolare - Doppio | Betty Nuthall 8-6 6-2                                  | Edith Clarke                              |               |                     |
| 1º maggio | British Hard Court Championships 1927 Bournemouth, Gran Bretagna Singolare - Doppio | Violet Chamberlain Agnes Tuckey 4-6 6-4 6-3            | Dorothy Hill Joan Ridley                  |               |                     |
| 1º maggio | British Hard Court Championships 1927 Bournemouth, Gran Bretagna Singolare - Doppio | Doppio misto: Betty Nuthall Patrick Spence 7-5 6-2     | D. Haydon Gordon Crole-Rees               |               |                     |
| 16 maggio | Surrey Championships 1927 Surbiton, Gran Bretagna Singolare - Doppio                | Irene Peacock 1-6 6-3 7-5                              | non conosciuta (bandiera)                 |               |                     |
| 16 maggio | Surrey Championships 1927 Surbiton, Gran Bretagna Singolare - Doppio                |                                                        |                                           |               |                     |
| 16 maggio | Surrey Championships 1927 Surbiton, Gran Bretagna Singolare - Doppio                | Doppio misto: Elizabeth Ryan Gordon Crole-Rees 6-3 6-2 | Gwen Sterry Jack Hillyard                 |               |                     |
| 21 maggio | Sydney City Championships 1927 Sydney, Australia Singolare - Doppio                 | Daphne Akhurst 6-0 6-1                                 | Annie Martin                              |               |                     |
| 21 maggio | Sydney City Championships 1927 Sydney, Australia Singolare - Doppio                 | Sylvia Harper Meryl O'Hara Wood 8-6 13-11              | Daphne Akhurst Gwen Utz                   |               |                     |
| 21 maggio | Sydney City Championships 1927 Sydney, Australia Singolare - Doppio                 | Doppio misto: Pattie Meaney Leslie Baker 5-7 6-2 6-3   | Marjorie Cox Jack Willard                 |               |                     |
| 23 maggio | Middlesex Championships 1927 Chiswick Park, Gran Bretagna Singolare - Doppio        | Elizabeth Ryan 6-0 4-6 6-2                             | Joan Fry                                  |               |                     |
| 23 maggio | Middlesex Championships 1927 Chiswick Park, Gran Bretagna Singolare - Doppio        | Kitty Godfree Betty Nuthall 6-0 6-2                    | Phyllis Covell Gwen Sterry                |               |                     |
| 23 maggio | Middlesex Championships 1927 Chiswick Park, Gran Bretagna Singolare - Doppio        | Doppio misto: Elizabeth Ryan Gordon Crole-Rees 6-0 6-1 | Evelyn Dearman Edward Dearman             |               |                     |
| 27 maggio | Philadelphia District Tournament 1927 Filadelfia, USA Erba Singolare - Doppio       | Molly Thayer 10-8 6-4                                  | Anne Townsend                             |               |                     |
| 27 maggio | Philadelphia District Tournament 1927 Filadelfia, USA Erba Singolare - Doppio       |                                                        |                                           |               |                     |
| 30 maggio | North of England Championships 1927 Manchester, Gran Bretagna Singolare - Doppio    | Claire Beckingham 6-2 8-6                              | Elsie Goldsack                            |               |                     |
| 30 maggio | North of England Championships 1927 Manchester, Gran Bretagna Singolare - Doppio    | Claire Beckingham Elsie Goldsack 6-2 6-4               | Eileen Connell E. Newton                  |               |                     |
| 30 maggio | North of England Championships 1927 Manchester, Gran Bretagna Singolare - Doppio    | Doppio misto: Claire Beckingham Douglas Hodges 6-2 6-3 | Betty Nuthall Max Woosnam                 |               |                     |

### Giugno
| Settimana | Torneo                                                                                  | Vincitore                                                | Finalista                               | Semifinalisti | Eliminati ai quarti |
| --------- | --------------------------------------------------------------------------------------- | -------------------------------------------------------- | --------------------------------------- | ------------- | ------------------- |
| 4 giugno  | Torneo di Saint George's Hill 1927 Weybridge, Gran Bretagna Singolare - Doppio          | Dorothy Hill 6-3 6-3                                     | Dorothy Shaw                            |               |                     |
| 4 giugno  | Torneo di Saint George's Hill 1927 Weybridge, Gran Bretagna Singolare - Doppio          | Aurea Edgington Margaret Stocks 6-4 6-2                  | Phyllis Covell Gwen Sterry              |               |                     |
| 4 giugno  | Torneo di Saint George's Hill 1927 Weybridge, Gran Bretagna Singolare - Doppio          | Doppio misto: E. Rose Pat Hughes 6-0 10-8                | Margaret Stocks Anthony Stocks          |               |                     |
| 4 giugno  | North London Championships 1927 North London, Gran Bretagna Singolare - Doppio          | Helen Wills 6-2 6-2                                      | Elizabeth Ryan                          |               |                     |
| 4 giugno  | North London Championships 1927 North London, Gran Bretagna Singolare - Doppio          | Dorothea Lambert Chambers Elizabeth Ryan 6-4 6-2         | Geraldine Beamish Madge Valantine       |               |                     |
| 4 giugno  | North London Championships 1927 North London, Gran Bretagna Singolare - Doppio          | Doppio misto: Elizabeth Ryan Gordon Crole-Rees 6-2 6-4   | E. Phayre Henry Standring               |               |                     |
| 4 giugno  | Internazionali di Francia 1927 Parigi, Francia Terra rossa Singolare - Doppio           | Cornelia Bouman 6-2, 6-4                                 | Irene Peacock                           |               |                     |
| 4 giugno  | Internazionali di Francia 1927 Parigi, Francia Terra rossa Singolare - Doppio           | Bobbie Heine Irene Peacock 6-2, 6-1                      | Phoebe Holcroft Watson Peggy Saunders   |               |                     |
| 6 giugno  | West of England Championships 1927 Bristol, Gran Bretagna Singolare - Doppio            | Mary McIlquham 6-1 6-1                                   | Margaret Stocks                         |               |                     |
| 6 giugno  | West of England Championships 1927 Bristol, Gran Bretagna Singolare - Doppio            | Kathleen Bridge Mary McIlquham 6-3 6-3                   | Doris Craddock Mabel Mavrogordato       |               |                     |
| 6 giugno  | West of England Championships 1927 Bristol, Gran Bretagna Singolare - Doppio            | Doppio misto: Mary McIlquham John Pennycuick 6-2 6-2     | Doris Craddock Frank Riseley            |               |                     |
| 11 giugno | Kent Championships 1927 Beckenham, Gran Bretagna Singolare - Doppio                     | Helen Wills 6-2 6-4                                      | Kitty McKane                            |               |                     |
| 11 giugno | Kent Championships 1927 Beckenham, Gran Bretagna Singolare - Doppio                     | Kathleen Godfree Ermyntrude Harvey 6-4 1-6 6-0           | Bobbie Heine Irene Peacock              |               |                     |
| 11 giugno | Kent Championships 1927 Beckenham, Gran Bretagna Singolare - Doppio                     | Doppio misto: Elizabeth Ryan Jack Hillyard 6-3 7-5       | Kitty Godfree Leslie Godfree            |               |                     |
| 13 giugno | Queen's Club Championships 1927 Londra, Gran Bretagna Singolare - Doppio                | Dorothy Hill 6-0 6-1                                     | Enid Broadbridge                        |               |                     |
| 13 giugno | Queen's Club Championships 1927 Londra, Gran Bretagna Singolare - Doppio                | Bobbie Heine Irene Peacock 6-3 6-3                       | Phyllis Covell Gwen Sterry              |               |                     |
| 13 giugno | Queen's Club Championships 1927 Londra, Gran Bretagna Singolare - Doppio                | Doppio misto: Dorothy Hill Charles Kingsley 6-4 6-2      | Dorothea Lambert Chambers Arthur Berger |               |                     |
| 18 giugno | Metropolitan Clay Court Championships 1927 New York, USA Terra rossa Singolare - Doppio | Mrs Bernard Stenz 6-2 6-3                                | Helene Falk                             |               |                     |
| 18 giugno | Metropolitan Clay Court Championships 1927 New York, USA Terra rossa Singolare - Doppio | Mrs Bernard Stenz Marie Wagner 6-2 6-2                   | Gertrude Dwyer Mrs J. Saunders-Taylor   |               |                     |
| 19 giugno | Pacific Coast Championships 1927 Berkeley, USA Singolare - Doppio                       | Helen Jacobs 6-3 6-2                                     | May Sutton Bundy                        |               |                     |
| 19 giugno | Pacific Coast Championships 1927 Berkeley, USA Singolare - Doppio                       | May Sutton Bundy Louise Dudley 6-1 9-7                   | Winifrid Suhr Ottinger Marion William   |               |                     |
| 25 giugno | Delaware State Championships 1927 Wilmington, USA Singolare - Doppio                    | Marion Zinderstein 6-2 6-3                               | Margaret Blake                          |               |                     |
| 25 giugno | Delaware State Championships 1927 Wilmington, USA Singolare - Doppio                    | Penelope Anderson Marion Jessup 8-6 6-3                  | Margaret Blake Anna Hubbard             |               |                     |
| 25 giugno | Delaware State Championships 1927 Wilmington, USA Singolare - Doppio                    | Doppio misto: Penelope Anderson Fritz Mercur 3-6 6-1 7-5 | Marion Jessup Harry Brunie              |               |                     |
| 26 giugno | New Jersey State Championships 1927 Westfield, USA Singolare - Doppio                   | Marjorie Morrill Painter 7-5 11-9                        | Clara Greenspan                         |               |                     |
| 26 giugno | New Jersey State Championships 1927 Westfield, USA Singolare - Doppio                   | Alice Francis Mrs Bernard Stenz 8-6 6-1                  | Mrs Letson Marie Wagner                 |               |                     |
| 26 giugno | New Jersey State Championships 1927 Westfield, USA Singolare - Doppio                   | Doppio misto: Edith Moore A.T. Fleig 6-3 6-4             | Mrs F. Letson Frank Bonneau             |               |                     |

### Luglio
| Settimana | Torneo                                                                                  | Vincitore                                                      | Finalista                                | Semifinalisti | Eliminati ai quarti |
| --------- | --------------------------------------------------------------------------------------- | -------------------------------------------------------------- | ---------------------------------------- | ------------- | ------------------- |
| luglio    | Argentinian Championships 1927 Buenos Aires, Argentina Singolare - Doppio               | Analia Obarrio-Aguirre 6-4 6-0                                 | C. Aysse                                 |               |                     |
| luglio    | Argentinian Championships 1927 Buenos Aires, Argentina Singolare - Doppio               |                                                                |                                          |               |                     |
| luglio    | Argentinian Championships 1927 Buenos Aires, Argentina Singolare - Doppio               | Doppio misto: Maria Turnbull de Rendtorff Ronald Boyd 6-3 6-3  | Analia Obarrio de Aguirre William Robson |               |                     |
| 2 luglio  | Connecticut State Championships 1927 New Canaan, USA Singolare - Doppio                 | Marjorie Morrill Painter 6-3 5-7 10-8                          | Helen Pollack Falk                       |               |                     |
| 2 luglio  | Connecticut State Championships 1927 New Canaan, USA Singolare - Doppio                 | Mrs Morris Miss Stenz 6-3 6-1                                  | Mrs Eaton Marjorie Morill                |               |                     |
| 4 luglio  | Torneo di Leicester 1927 Leicester, Gran Bretagna Singolare - Doppio                    | Elizabeth Ryan 6-0 6-1                                         | Elsa Haylock                             |               |                     |
| 4 luglio  | Torneo di Leicester 1927 Leicester, Gran Bretagna Singolare - Doppio                    | Elizabeth Ryan Phyllis Satterthwaite 6-2 6-2                   | D. Haydon Elsa Haylock                   |               |                     |
| 4 luglio  | Torneo di Leicester 1927 Leicester, Gran Bretagna Singolare - Doppio                    | Doppio misto: Elizabeth Ryan Jack Hillyard 6-3 6-3             | Miss Wynne W.M. Swinden                  |               |                     |
| 5 luglio  | Torneo di Wimbledon 1927 Londra, Gran Bretagna Singolare - Doppio                       | Helen Wills 6-2, 6-4                                           | Lilí de Álvarez                          |               |                     |
| 5 luglio  | Torneo di Wimbledon 1927 Londra, Gran Bretagna Singolare - Doppio                       | Elizabeth Ryan Helen Wills 6-3, 6-2                            | Bobbie Heine Irene Peacock               |               |                     |
| 9 luglio  | Womens National Golf & Tennis Club 1927 (Nassau Bowl) Glen Head, USA Singolare - Doppio | Eleanor Goss 6-1 6-0                                           | Helen Pollack Falk                       |               |                     |
| 9 luglio  | Womens National Golf & Tennis Club 1927 (Nassau Bowl) Glen Head, USA Singolare - Doppio | Lilian Hester Mrs Bernard Stenz 6-2 6-4                        | Alice Francis Mrs F. Letson              |               |                     |
| 9 luglio  | Midland Counties Championships 1927 Edgbaston, Gran Bretagna Singolare - Doppio         | Mrs J. Colegate 6-2 6-2                                        | Mary McIlquham                           |               |                     |
| 9 luglio  | Midland Counties Championships 1927 Edgbaston, Gran Bretagna Singolare - Doppio         | Dorothy Alexander Mrs J. Colegate 6-2 3-6 6-4                  | Mary McIlquham Billie Tapscott           |               |                     |
| 9 luglio  | Midland Counties Championships 1927 Edgbaston, Gran Bretagna Singolare - Doppio         | Doppio misto: Miss Greenwood Douglas Hodges 4-6 7-5 6-4        | Mary McIlquham William Radcliffe         |               |                     |
| 11 luglio | Irish Championships 1927 Dublino, Irlanda Singolare - Doppio                            | Phoebe Holcroft Watson 6-2 6-2                                 | Elsie Goldsack                           |               |                     |
| 11 luglio | Irish Championships 1927 Dublino, Irlanda Singolare - Doppio                            | Elsie Goldsack Phoebe Holcroft-Watson 6-2 6-2                  | F. Pearson Hilda Wallis                  |               |                     |
| 11 luglio | Irish Championships 1927 Dublino, Irlanda Singolare - Doppio                            | Doppio misto: Phoebe Holcroft-Watson Gordon Crole-Rees 6-1 6-2 | Elsie Goldsack Cyril Eames               |               |                     |
| 11 luglio | Welsh Championships 1927 Newport, Gran Bretagna Singolare - Doppio                      | Phyllis Satterthwaite 6-4 6-2                                  | Gladys Seel                              |               |                     |
| 11 luglio | Welsh Championships 1927 Newport, Gran Bretagna Singolare - Doppio                      | Mrs Fletcher Gladys Seel 6-4 3-6 6-3                           | Kathleen Bevir Phyllis Satterthwaite     |               |                     |
| 11 luglio | Welsh Championships 1927 Newport, Gran Bretagna Singolare - Doppio                      | Doppio misto: Miss Hogarth Eliot Crawshay-Williams walkover    | Phyllis Satterthwaite Jack Hillyard      |               |                     |
| 16 luglio | Rhode Island State Championships 1927 Providence, USA Singolare - Doppio                | Elizabeth Corbiere 6-1 7-5                                     | Margaret Blake                           |               |                     |
| 16 luglio | Rhode Island State Championships 1927 Providence, USA Singolare - Doppio                | Elizabeth Corbiere Mrs William Endicott 6-2 6-2                | Isabella Lee Mumford Hazel Wightman      |               |                     |
| 16 luglio | Rhode Island State Championships 1927 Providence, USA Singolare - Doppio                | Doppio misto: Charlotte Chapin Arnold Jones 18-20 12-10 7-5    | Mrs William Endicott Goerge Lott         |               |                     |
| 16 luglio | Nottinghamshire Championships 1927 Nottingham, Gran Bretagna Singolare - Doppio         | Geraldine Beamish 6-2 6-0                                      | Betty Dix                                |               |                     |
| 16 luglio | Nottinghamshire Championships 1927 Nottingham, Gran Bretagna Singolare - Doppio         | Geraldine Beamish Betty Dix 2-6 6-4 6-1                        | Cecily Marriott Mrs A. Taylor            |               |                     |
| 16 luglio | Nottinghamshire Championships 1927 Nottingham, Gran Bretagna Singolare - Doppio         | Doppio misto: Geraldine Beamish R.C. Wackett 6-4 6-0           | Cecily Marriott Frank Jarvis             |               |                     |
| 23 luglio | Maidstone Invitational 1927 East Hampton, USA Singolare - Doppio                        | Molla Bjurstedt 6-2 6-2                                        | Eleanor Goss                             |               |                     |
| 23 luglio | Maidstone Invitational 1927 East Hampton, USA Singolare - Doppio                        | Eleanor Goss Helen Wills 6-1 4-6 7-5                           | Helen Jacobs Molla Mallory               |               |                     |
| 23 luglio | Torneo di Winchester 1927 Winchester, Gran Bretagna Singolare - Doppio                  | Elizabeth Ryan walkover                                        | Phyllis Satterthwaite                    |               |                     |
| 23 luglio | Torneo di Winchester 1927 Winchester, Gran Bretagna Singolare - Doppio                  | Elizabeth Ryan Phyllis Satterthwaite 6-1 6-0                   | M. Stokes S. Stokes                      |               |                     |
| 23 luglio | Torneo di Winchester 1927 Winchester, Gran Bretagna Singolare - Doppio                  | Doppio misto: Elizabeth Ryan Ernest Lamb 6-2 6-4               | E. Stokes William Robson                 |               |                     |
| 24 luglio | Dutch Championships 1927 Noordwijk, Paesi Bassi Singolare - Doppio                      | Cilly Aussem 6-1 6-3                                           | ] I. Kallmeyer                           |               |                     |
| 24 luglio | Dutch Championships 1927 Noordwijk, Paesi Bassi Singolare - Doppio                      | Cilly Aussem I. Kallmeyer 6-2 6-2                              | Frl Briesendorf Frau Straub              |               |                     |
| 24 luglio | Dutch Championships 1927 Noordwijk, Paesi Bassi Singolare - Doppio                      | Doppio misto: Willi Hannemann Cilly Aussem 6-4 6-3             | Hector Fisher I. Kallmeyer               |               |                     |
| 24 luglio | Longwood Bowl 1927 Brookline, USA Singolare - Doppio                                    | Sarah Palfrey                                                  | non conosciuta (bandiera)                |               |                     |
| 24 luglio | Longwood Bowl 1927 Brookline, USA Singolare - Doppio                                    |                                                                |                                          |               |                     |
| 24 luglio | Longwood Bowl 1927 Brookline, USA Singolare - Doppio                                    | Doppio misto: Sarah Palfrey Berkeley Bell 7-5 6-4              | Hazel Wightman Peabody Gardner           |               |                     |
| 30 luglio | Scottish Championships 1927 Edimburgo, Gran Bretagna Singolare - Doppio                 | Phoebe Holcroft Watson 6-1 6-1                                 | Naomi Trentham                           |               |                     |
| 30 luglio | Scottish Championships 1927 Edimburgo, Gran Bretagna Singolare - Doppio                 | Mrs Herriott Mrs Hudleston 4-6 6-0 6-1                         | Miss Fergus C. Duncan                    |               |                     |
| 30 luglio | Scottish Championships 1927 Edimburgo, Gran Bretagna Singolare - Doppio                 | Doppio misto: Mrs Hudleston William Collins 2-6 6-4 6-3        | N. Grimond Ian Collins                   |               |                     |
| 30 luglio | Essex County Championships 1927 Manchester, USA Singolare - Doppio                      | Helen Wills 6-1 6-2                                            | Helen Jacobs                             |               |                     |
| 30 luglio | Essex County Championships 1927 Manchester, USA Singolare - Doppio                      | Hazel Wightman Helen Wills 6-2 6-3                             | Elizabeth Corbiere Mrs William Endicott  |               |                     |
| 30 luglio | Essex County Championships 1927 Manchester, USA Singolare - Doppio                      | Doppio misto: Elizabeth Corbiere Cranston Holman 6-0 6-3       | Margaret Blake Lionel Ogden              |               |                     |

### Agosto
| Settimana | Torneo                                                                                            | Vincitore                                                    | Finalista                          | Semifinalisti | Eliminati ai quarti |
| --------- | ------------------------------------------------------------------------------------------------- | ------------------------------------------------------------ | ---------------------------------- | ------------- | ------------------- |
| 6 agosto  | Seabright Invitational 1927 Seabright, USA Singolare - Doppio                                     | Molla Bjurstedt 6-2 1-6 6-1                                  | Helen Jacobs                       |               |                     |
| 6 agosto  | Seabright Invitational 1927 Seabright, USA Singolare - Doppio                                     | Kea Bouman Molla Mallory 6-3 7-5                             | Margaret Blake Charlotte Chapin    |               |                     |
| 6 agosto  | Seabright Invitational 1927 Seabright, USA Singolare - Doppio                                     | Doppio misto: Charlotte Chapin Arnold Jones 6-4 6-4          | Margaret Blake Lewis White         |               |                     |
| 13 agosto | New York State Clay Court Championships 1927 Briarcliff Manor, USA Terra rossa Singolare - Doppio | Hauselt Roeser 6-2 8-6                                       | Helen Pollack Falk                 |               |                     |
| 13 agosto | New York State Clay Court Championships 1927 Briarcliff Manor, USA Terra rossa Singolare - Doppio | Alice Francis Edna Hauselt-Roeser 6-3 6-1                    | Mayme McDonald Marie Wagner        |               |                     |
| 13 agosto | Torneo di Worthing 1927 Worthing, Gran Bretagna Singolare - Doppio                                | Phoebe Holcroft Watson titolo condiviso                      | Phyllis Howkins Covell             |               |                     |
| 13 agosto | Torneo di Worthing 1927 Worthing, Gran Bretagna Singolare - Doppio                                | Joyce Brown Phoebe Holcroft-Watson titolo condiviso          | Phyllis Covell Evelyn Dearman      |               |                     |
| 13 agosto | Torneo di Worthing 1927 Worthing, Gran Bretagna Singolare - Doppio                                | Doppio misto: Evelyn Dearman Edward Dearman titolo condiviso | Chrissa Tyrrell Ronald Poland      |               |                     |
| 20 agosto | North of England Championships 1927 Scarborough, Gran Bretagna Singolare - Doppio                 | Joan Austin 6-4 3-6 6-2                                      | Claire Beckingham                  |               |                     |
| 20 agosto | North of England Championships 1927 Scarborough, Gran Bretagna Singolare - Doppio                 | Geraldine Beamish Ruth Watson titolo condiviso               | Evelyn Colyer Joan Lycett          |               |                     |
| 20 agosto | North of England Championships 1927 Scarborough, Gran Bretagna Singolare - Doppio                 | Doppio misto: Torneo non terminato per cattivo tempo         |                                    |               |                     |
| 20 agosto | Queensland Championships 1927 Brisbane, Australia Singolare - Doppio                              | Margaret Molesworth 6-4 9-7                                  | Marjorie Cox Crawford              |               |                     |
| 20 agosto | Queensland Championships 1927 Brisbane, Australia Singolare - Doppio                              | Marjorie Cox Patricia Meaney 6-4 7-5                         | M. Mitchell Emily Roe              |               |                     |
| 20 agosto | Queensland Championships 1927 Brisbane, Australia Singolare - Doppio                              | Doppio misto: Patricia Meaney Jack Willard 6-4 6-4           | Miss Patterson Francis Kalms       |               |                     |
| 21 agosto | Eastern Grass Court Championships 1927 Rye, USA Erba Singolare - Doppio                           | Molla Bjurstedt 2-6 6-2 7-5                                  | Charlotte Hosmer Chapin            |               |                     |
| 21 agosto | Eastern Grass Court Championships 1927 Rye, USA Erba Singolare - Doppio                           | Alice Francis Edna Hauselt Roeser 7-5 6-8 7-5                | Margaret Blake Anna Fuller Hubbard |               |                     |
| 27 agosto | Torneo di Hastings 1927 Hastings, Gran Bretagna Singolare - Doppio                                | Phoebe Holcroft Watson 6-4 6-1                               | Chrissa Tyrrell                    |               |                     |
| 27 agosto | Torneo di Hastings 1927 Hastings, Gran Bretagna Singolare - Doppio                                | Phoebe Holcroft-Watson Mrs Milton 6-4 2-6 6-0                | Phyllis Covell Chrissa Tyrrell     |               |                     |
| 27 agosto | Torneo di Hastings 1927 Hastings, Gran Bretagna Singolare - Doppio                                | Doppio misto: Phoebe Holcroft-Watson Cyril Eames 6-1 6-0     | Chrissa Tyrrell L.E. West          |               |                     |
| 29 agosto | Torneo di Deauville 1927 Deauville, Francia Singolare - Doppio                                    | Sylvie Henrotin 6-4 6-2                                      | L. Huchez                          |               |                     |
| 29 agosto | Torneo di Deauville 1927 Deauville, Francia Singolare - Doppio                                    | Jung Lafaurie Wolfson 9-7 6-4                                | Yvonne Huchez Violette Gallay      |               |                     |
| 29 agosto | Torneo di Deauville 1927 Deauville, Francia Singolare - Doppio                                    | Doppio misto: Jung Lafaurie C. Henrotin 6-3 6-3              | Marie Danet Edouard Thurneyssen    |               |                     |
| 30 agosto | U.S. National Championships 1927 New York, USA Erba Singolare - Doppio                            | Helen Wills 6-1, 6-4                                         | Betty Nuthall                      |               |                     |
| 30 agosto | U.S. National Championships 1927 New York, USA Erba Singolare - Doppio                            | Kitty McKane Godfree Ermyntrude Harvey 6-1, 4-6, 6-4         | Betty Nuthall Joan Fry             |               |                     |

### Settembre
| Settimana    | Torneo                                                                           | Vincitore                                                      | Finalista                          | Semifinalisti | Eliminati ai quarti |
| ------------ | -------------------------------------------------------------------------------- | -------------------------------------------------------------- | ---------------------------------- | ------------- | ------------------- |
| 5 settembre  | Le Touquet First Meeting 1927 Le Touquet, Francia Singolare - Doppio             | Lilí de Álvarez 6-3 6-2                                        | Cilly Aussem                       |               |                     |
| 5 settembre  | Le Touquet First Meeting 1927 Le Touquet, Francia Singolare - Doppio             | Lilí de Álvarez Cilly Aussem walkover                          | Mrs Coleman E. Petchell            |               |                     |
| 5 settembre  | Le Touquet First Meeting 1927 Le Touquet, Francia Singolare - Doppio             | Doppio misto: Cilly Aussem Christian Boussus 6-4 2-6 7-5       | Lilí de Álvarez Andre Aron         |               |                     |
| 10 settembre | Middle States Championships 1927 Filadelfia, USA Singolare - Doppio              | Molla Bjurstedt 6-4 6-4                                        | Cornelia Bouman                    |               |                     |
| 10 settembre | Middle States Championships 1927 Filadelfia, USA Singolare - Doppio              | Kea Bouman Molla Mallory 7-5 6-3                               | Mianne Palfrey Sarah Palfrey       |               |                     |
| 10 settembre | South of England Championships 1927 Eastbourne, Gran Bretagna Singolare - Doppio | Phoebe Holcroft Watson 6-2 6-2                                 | Phyllis Covell                     |               |                     |
| 10 settembre | South of England Championships 1927 Eastbourne, Gran Bretagna Singolare - Doppio | Ermyntrude Harvey Phoebe Holcroft-Watson 6-3 6-2               | Elsie Goldsack Joan Ridley         |               |                     |
| 10 settembre | South of England Championships 1927 Eastbourne, Gran Bretagna Singolare - Doppio | Doppio misto: Phoebe Holcroft-Watson Gordon Crole-Rees 6-2 6-4 | Chrissa Tyrrell Alfred Ingram      |               |                     |
| 12 settembre | Le Touquet Second Meeting 1927 Le Touquet, Francia Singolare - Doppio            | Cilly Aussem 7-5 4-6 6-4                                       | Lilí de Álvarez                    |               |                     |
| 12 settembre | Le Touquet Second Meeting 1927 Le Touquet, Francia Singolare - Doppio            | Lilí de Álvarez Cilly Aussem titolo condiviso                  | Mary Cambridge Miss Dixon          |               |                     |
| 12 settembre | Le Touquet Second Meeting 1927 Le Touquet, Francia Singolare - Doppio            | Doppio misto: Cilly Aussem Christian Boussus 2-6 6-3 6-3       | Lilí de Álvarez George Cartwright  |               |                     |
| 24 settembre | Ardsley Tennis Championships 1927 New York, USA Singolare - Doppio               | Alice Francis 6-1 6-4                                          | Louise Raymond                     |               |                     |
| 24 settembre | Ardsley Tennis Championships 1927 New York, USA Singolare - Doppio               | Mrs H. Green Mrs S. Thurber 6-2 6-2                            | Mrs L. Morris Mrs Bernard Stenz    |               |                     |
| 26 settembre | Coupe Porée 1927 Parigi, Francia Singolare - Doppio                              | Simonne Mathieu 6-1 6-4                                        | Marguerite Broquedis               |               |                     |
| 26 settembre | Coupe Porée 1927 Parigi, Francia Singolare - Doppio                              | Simonne Mathieu Jeanne Vaussard                                | Marguerite Bordes Yvonne Bourgeois |               |                     |
| 26 settembre | Coupe Porée 1927 Parigi, Francia Singolare - Doppio                              | Doppio misto: Simonne Mathieu Leonce Aslangul 6-4 11-9         | Yvonne Bourgeois Christian Boussus |               |                     |

### Ottobre
| Settimana  | Torneo                                                                            | Vincitore                                                | Finalista                                   | Semifinalisti | Eliminati ai quarti |
| ---------- | --------------------------------------------------------------------------------- | -------------------------------------------------------- | ------------------------------------------- | ------------- | ------------------- |
| 4 ottobre  | California State Championships 1927 Berkeley, USA Singolare - Doppio              | Helen Jacobs 6-4 6-2                                     | Edith Cross                                 |               |                     |
| 4 ottobre  | California State Championships 1927 Berkeley, USA Singolare - Doppio              |                                                          |                                             |               |                     |
| 4 ottobre  | Torneo di Newcastle 1927 Newcastle, Gran Bretagna Singolare - Doppio              | Joan Fry 4-6 6-2 6-3                                     | Claire Beckingham                           |               |                     |
| 4 ottobre  | Torneo di Newcastle 1927 Newcastle, Gran Bretagna Singolare - Doppio              |                                                          |                                             |               |                     |
| 9 ottobre  | Pacific Southwest Championships 1927 Los Angeles, USA Singolare - Doppio          | Cornelia Bouman 6-2 0-6 6-4                              | Molla Bjurstedt                             |               |                     |
| 9 ottobre  | Pacific Southwest Championships 1927 Los Angeles, USA Singolare - Doppio          |                                                          |                                             |               |                     |
| 9 ottobre  | Pacific Southwest Championships 1927 Los Angeles, USA Singolare - Doppio          | Doppio misto: Molla Mallory Bill Tilden 12-10 6-3        | Kea Bouman Frank Hunter                     |               |                     |
| 10 ottobre | British Covered Court Championships 1927 Londra, Gran Bretagna Singolare - Doppio | Eileen Bennett 6-4 6-0                                   | Cristobel Hardie                            |               |                     |
| 10 ottobre | British Covered Court Championships 1927 Londra, Gran Bretagna Singolare - Doppio |                                                          |                                             |               |                     |
| 10 ottobre | British Covered Court Championships 1927 Londra, Gran Bretagna Singolare - Doppio | Doppio misto: Dorothy Hill Gordon Crole-Rees 3-6 7-5 6-4 | Geraldine Beamish Cyril Eames               |               |                     |
| 29 ottobre | Cromer Covered Court Championships 1927 Cromer, Gran Bretagna Singolare - Doppio  | Joan Fry 6-2 6-0                                         | Elsa Haylock                                |               |                     |
| 29 ottobre | Cromer Covered Court Championships 1927 Cromer, Gran Bretagna Singolare - Doppio  | Elsie Goldsack Betty Nuthall 7-5 4-6 6-4                 | Ermyntrude Harvey Dorothea Lambert Chambers |               |                     |
| 29 ottobre | Cromer Covered Court Championships 1927 Cromer, Gran Bretagna Singolare - Doppio  | Doppio misto: Betty Nuthall Patrick Spence 6-3 6-2       | Elsie Goldsack Pat Hughes                   |               |                     |

### Novembre
| Settimana   | Torneo                                            | Vincitore                                                  | Finalista                         | Semifinalisti | Eliminati ai quarti |
| ----------- | ------------------------------------------------- | ---------------------------------------------------------- | --------------------------------- | ------------- | ------------------- |
| 1º novembre | Gault Cup 1927 Parigi, Francia Singolare - Doppio | Suzanne Deve 3-6 6-4 6-2                                   | Simonne Mathieu                   |               |                     |
| 1º novembre | Gault Cup 1927 Parigi, Francia Singolare - Doppio | Marie Conquet Suzanne Deve 6-4 4-6 6-4                     | Jacqueline Gallay Simonne Mathieu |               |                     |
| 1º novembre | Gault Cup 1927 Parigi, Francia Singolare - Doppio | Doppio misto: Suzanne Deve Edouard Thurneyssen 4-6 6-4 7-5 | Eileen Bennett Henri Cochet       |               |                     |

### Dicembre
| Settimana   | Torneo                                                                         | Vincitore                                                 | Finalista                           | Semifinalisti | Eliminati ai quarti |
| ----------- | ------------------------------------------------------------------------------ | --------------------------------------------------------- | ----------------------------------- | ------------- | ------------------- |
| 17 dicembre | Monte Carlo Christmas Meeting 1927 Monte Carlo, Monte Carlo Singolare - Doppio | Lilí de Álvarez walkover                                  | Phyllis Satterthwaite               |               |                     |
| 17 dicembre | Monte Carlo Christmas Meeting 1927 Monte Carlo, Monte Carlo Singolare - Doppio | Lilí de Álvarez Phyllis Satterthwaite 6-2 2-6 6-1         | Madge Slaney S. Stokes              |               |                     |
| 17 dicembre | Monte Carlo Christmas Meeting 1927 Monte Carlo, Monte Carlo Singolare - Doppio | Doppio misto: Phyllis Satterthwaite Jack Hillyard 6-3 6-4 | Lilí de Álvarez Arthur Wallis Myers |               |                     |
| 18 dicembre | Victorian Championships 1927 Melbourne, Australia Singolare - Doppio           | Esna Boyd 6-1 6-1                                         | Daphne Akhurst                      |               |                     |
| 18 dicembre | Victorian Championships 1927 Melbourne, Australia Singolare - Doppio           | Esna Boyd Sylvia Harper 6-4 4-6 3-1 ritiro                | Daphne Akhurst Marjorie Cox         |               |                     |
| 18 dicembre | Victorian Championships 1927 Melbourne, Australia Singolare - Doppio           | Doppio misto: Esna Boyd Jack Hawkes                       | Marjorie Cox Gar Moon               |               |                     |
| 27 dicembre | New Zealand Championships 1927 Christchurch, Nuova Zelanda Singolare - Doppio  | May Speirs 6-1 6-2                                        | Beryl Knight                        |               |                     |
| 27 dicembre | New Zealand Championships 1927 Christchurch, Nuova Zelanda Singolare - Doppio  | Arita Adams May Tracy walkover                            | Eva Partridge May Speirs            |               |                     |
| 27 dicembre | New Zealand Championships 1927 Christchurch, Nuova Zelanda Singolare - Doppio  | Doppio misto: Arita Adams Len France                      | May Tracy Noel Wilson               |               |                     |

### Senza data
| Settimana | Torneo                                                   | Vincitore        | Finalista                 | Semifinalisti | Eliminati ai quarti |
| --------- | -------------------------------------------------------- | ---------------- | ------------------------- | ------------- | ------------------- |
|           | Torneo di La Jolla 1927 La Jolla, USA Singolare - Doppio | Dorothy Robinson | non conosciuta (bandiera) |               |                     |
|           | Torneo di La Jolla 1927 La Jolla, USA Singolare - Doppio |                  |                           |               |                     |